# Ketchup (singel)
Ketchup – singel polskiego piosenkarza i rapera White'a 2115 oraz rapera Bedoesa i Blachy oraz Kuqe z albumu studyjnego Rodzinny biznes. Singel został wydany 8 września 2022 roku. Tekst utworu został napisany przez Sebastiana Czekaja, Borysa Piotra Przybylskiego, Blachy oraz Kuqe.
Singel zdobył ponad 9 milionów wyświetleń w serwisie YouTube (2023) oraz ponad 19 milionów odsłuchań w serwisie Spotify (2023).

## Nagrywanie
Utwór został wyprodukowany przez Fiss Bass. Tekst do utworu został napisany przez Sebastiana Czekaja, Borysa Piotra Przybylskiego, Patryka Stefańskiego oraz Kuqe.

## Twórcy
- White 2115, Bedoes, Blacha, Kuqe – słowa[1]
- Sebastian Czekaj, Borys Piotr Przybylski, Blacha, Kuqe – tekst[1][2]
- Fiss Bass – produkcja[1][2]

## Certyfikaty i sprzedaż
| Data             | Certyfikat ZPAV    | Sprzedaż |
| ---------------- | ------------------ | -------- |
| 21 grudnia 2022  | platynowa płyta    | 50 000+  |
| 19 kwietnia 2023 | 2× platynowa płyta | 100 000+ |
| 31 lipca 2024    | 3× platynowa płyta | 150 000+ |